# Якобсен, Эрик
Эрик Якобсен (Eric N. Jacobsen; род. 22 февраля 1960, Нью-Йорк) — американский химик. Профессор Гарвардского университета (с 1993), член Национальной АН США (2008). Известен благодаря катализатору Якобсена (Jacobsen's catalyst), а также разработке ряда других широко используемых в промышленности катализаторов. Удостоен многих отличий, Clarivate Citation Laureate (2018).

## Биография
Окончил Нью-Йоркский университет (бакалавр химии, 1982), получил степень доктора философии в Калифорнийском университете в Беркли под началом Р. Бергмана, с 1986 по 1988 год постдок в Массачусетском технологическом институте у Б. Шарплесса, впоследствии Нобелевского лауреата.
С 1988 года ассистент-профессор, с 1991 по 1993 год ассоциированный профессор Иллинойсского университета в Урбане-Шампейне.
С 1993 года полный профессор, с 1998 по 2003 год — профессор Гарвард-колледжа, с 2001 года именной профессор (Sheldon Emory Professor) органической химии Гарвардского университета, с 2010 по 2015 год заведовал его кафедрой химии и химической биологии.
Член Американской академии искусств и наук (2004), фелло Американской ассоциации содействия развитию науки (1997).
Председатель редколлегии Advanced Synthesis & Catalysis.
Женат с 1997 года, три дочери.
Является поклонником Пикассо.

## Награды и отличия
- NSF Presidential Young Investigator Award[англ.] (1990)
- Beckman Fellow[англ.] (1991)
- Packard Fellowship, David and Lucile Packard Foundation[англ.] (1991)
- Camille and Henry Dreyfus Teacher-Scholar Award, Camille and Henry Dreyfus Foundation[англ.] (1992)
- Стипендия Слоуна (1992)
- ACS Cope Scholar Award (1993)
- Fluka «Reagent of the Year» Prize, Швейцария (1994)
- Thieme-IUPAC Prize in Synthetic Organic Chemistry (1996)
- Leo Hendrik Baekeland Award[нем.] (1999)
- ACS Award for Creative Work in Organic Synthesis (2001)
- NIH MERIT award[англ.] (2002)
- Phi Beta Kappa Teaching Prize, Гарвард (2003)
- AIC Chemical Pioneer Award[англ.] (2004)
- Mitsui Catalysis Award (2005)
- Alan R. Day Award (2007)
- ACS H.C. Brown Award for Synthetic Methods (2008)
- Yamada-Koga Prize (2008)
- Janssen Pharmaceutica[англ.] Prize for Creativity in Organic Synthesis (2010)
- Ryoji Noyori Prize[англ.] (2010)
- Nagoya Gold Medal Prize (2011)
- Chirality Medal[англ.] (2012)
- Fannie Cox Prize for Excellence in Science Teaching, Гарвард (2012)[3]
- Ira Remsen Award[англ.] Американского химического общества (2013)
- Gustavus John Esselen Award for Chemistry in the Public Interest Американского химического общества (2015)[4]
- Почётный доктор Южно-Флоридского университета (2015)
- Премия имени Артура Коупа Американского химического общества (2016)
- Clarivate Citation Laureate (2018)